# (39571) Pückler
(39571) Pückler ist ein Asteroid des Hauptgürtels, der am 21. September 1992 vom deutschen Astronomen Freimut Börngen an der Thüringer Landessternwarte Tautenburg (IAU-Code 033) in Thüringen entdeckt wurde.
Der Asteroid gehört der Vesta-Familie an, einer großen Gruppe von Asteroiden, benannt nach (4) Vesta, dem zweitgrößten Asteroiden und drittgrößten Himmelskörper des Hauptgürtels.
(39571) Pückler wurde am 20. November 2002 nach dem preußischen Standesherr, Generalleutnant, Landschaftsarchitekt, Schriftsteller und Weltreisenden Hermann von Pückler-Muskau (1785–1871) benannt, der 1822 in den Fürstenstand erhoben wurde und als Weiterentwicklung des „englischen Parks“ mehrere Landschaftsparks schuf, die er der Öffentlichkeit zugänglich machte.